# عبدالحسین هژیر
عبدالحسین هژیر (۱۳ خرداد ۱۲۸۱ – ۱۳ آبان ۱۳۲۸) سیاست‌مدار و نخست‌وزیر ایران از خرداد ۱۳۲۷ تا آبان ۱۳۲۷ بود. او فردی مذهبی بود که بسیاری از قوانین سکولار، مخالف با دین و یا محدودکننده دین‌داران در دوره رضاشاه به اصرار او لغو شد. در طول دوران نخست‌وزیری، وی بارها سعی کرد از روحانیان دل‌جویی و از مراجع تقلید کسب تکلیف کند. 
به اصرار او سید حسین امامی عامل قتل احمد کسروی از زندان رها شد. امامی چهار سال بعد هژیر را که برای عبادت و مراسم روضه‌خوانی به مسجد سپهسالار رفته بود، ترور کرد.

## تحصیلات
عبدالحسین هژیر، فرزند محمد هژیر (وثوق همایون خلوت) بود و در سال ۱۲۸۱ در تهران متولد شد. در خردسالی به سبب انفجار مواد منفجره، بینایی یک چشم خود را از دست داد. تحصیلات ابتدایی را در مدرسهٔ مظفری گذراند و تحصیلات متوسطه را در دارالفنون به پایان رساند. در پایان این دوره، زبان فرانسوی را به‌ خوبی فراگرفته بود. برای ادامهٔ تحصیل وارد مدرسهٔ سیاسی شد و چون مدرک دیپلم داشت، دورهٔ دو سالهٔ آخر تحصیل خود را طی کرد و در ۱۲۹۸ فارغ‌التحصیل شد.

## آغاز کار
پس از فارغ‌التحصیلی به‌عنوان مترجم در سفارت شوروی در تهران استخدام شد و هشت سال در آن سفارتخانه مشغول به کار بود، تا آن که در سال ۱۳۰۷ به خدمت همه ایرانیان در سفارت شوروی خاتمه داده شد و هژیر به‌عنوان مترجم زبان‌های روسی و فرانسوی به استخدام وزارت امور خارجه درآمد.
عبدالحسین هژیر در سال ۱۳۰۹ در وزارتخانه تازه تأسیس شده‌ی طرق و شوارع (راه) استخدام شد که وزارت آن را سید حسن تقی‌زاده به عهده داشت. هژیر در سِمت بازرسی مشغول به کار بود. در همان سال، حسن تقی‌زاده وزیر مالیه شد و هژیر را هم به آن وزارتخانه برد و در ادارهٔ امور اقتصادی به کار مشغول کرد. وی در این سمت از طرف تقی‌زاده مأموریت یافت که کلیهٔ پرونده‌های مربوط به شرکت نفت ایران و انگلیس را مطالعه و گزارشی جامع تهیه کند. در جریان تجدیدنظر در قرارداد دارسی (۱۹۳۳)، هژیر از دست‌اندرکاران بود و قسمت اعظم مدارکی را که علی اکبر داور همراه خود در دادگاه لاهه ارائه کرد، اسناد و مدارکی بود که هژیر با مطالعهٔ دقیق پرونده‌ها انتخاب کرده بود.
در سال ۱۳۱۳ هژیر رئیس اداره حقوقی وزارت مالیه و یک سال بعد مفتش دولت در بانک ملی ایران شد که در آن تاریخ بانک ناشر اسکناس بود. در سال ۱۳۱۴ علی‌اکبر داور، وزیر مالیه، برای پیشبرد امور اقتصادی، چندین شرکت دولتی تشکیل داد و هژیر در چندین سمت مختلف قرار گرفت، که از جمله آن مدیر عامل شرکت قماش، عضو هیئت مدیره شرکت بیمه، عضو هیئت مدیره شرکت ساختمان، بازرس بانک فلاحت و رئیس کمیسیون اسعار (ارزها) اشاره کرد. عبدالحسین هژیر در ۱۳۱۸ مدیر کل وزارت دارایی و پس از مدت کوتاهی معاون بانک ملی ایران شد.

## ورود به سیاست
پس از شهریور ۱۳۲۰، هژیر وارد میدان سیاست شد و در ۱۱ اسفند ۱۳۲۰، در آخرین ترمیم کابینه محمدعلی فروغی به عنوان وزیر پیشه و هنر (صنایع و معادن) و بازرگانی به مجلس معرفی شد. با اینکه همان روز مجلس به کابینه تازه فروغی رأی اعتماد داد، فروغی از وزارت کناره گرفت و علی سهیلی به جای او نشست که هژیر را در سمت خود حفظ کرد.
هژیر برای پایان دادن بر انحصار ۱۰ ساله دولت بر بازرگانی خارجی گام‌هایی برداشت و با لایحه‌ای که در ۲۰ اردیبهشت ۱۳۲۱ از تصویب مجلس گذراند، تجار می‌توانستند کالاهایی را که ورود آن‌ها به کشور براساس سهمیه واردات مجاز شده بود، بدون کسب موافقتنامه از دولت وارد کنند. با مصوبه دیگری در هفتم خرداد، صادرات را نیز آزاد کرد و تجار از کسب موافقت‌نامه صدور و پرداخت عوارض مربوط به آن به دولت معاف شدند.
هژیر در دولت احمد قوام که پس از دولت سهیلی تشکیل شد، همچنان وزیر پیشه و هنر ماند. وقتی سهیلی برای دومین بار نخست‌وزیر شد، هژیر را وزیر راه کرد. وی بعدها در کابینهٔ محمد ساعد در سال ۱۳۲۳ به مقام وزارت کشور رسید و در کابینهٔ اول و دوم ابراهیم حکیمی به وزارت دارایی منصوب شد و در ۱۳۲۵ در کابینهٔ احمد قوام هم در وزارت دارایی باقی ماند و در چهار ترمیم کابینه، این سمت را حفظ کرد. در سال ۱۳۲۶، در کابینهٔ حکیمی سمت وزیر مشاور یافت.

## نخست‌وزیری
بعد از سقوط کابینهٔ حکیمی، عبدالحسین هژیر در ۲۳ خرداد ۱۳۲۷  و در حالی‌که ۴۶ ساله بود، با رأی اکثریت نمایندگان مجلس به عنوان نخست‌وزیر و مأمور تشکیل دولت انتخاب شد. پس از انتشار خبر نخست‌وزیری هژیر، کسبه و اصناف با صلاح‌دید سید ابوالقاسم کاشانی، مغازه‌های خود را تعطیل و در میدان بهارستان تجمع کردند و ضمن ایراد سخنرانی، نمایندگان مجلس را به باد سرزنش گرفتند.
گفته می‌شود حمایت اشرف پهلوی در نخست‌وزیری او تأثیر به‌سزایی داشته است.
به دستور دولت و رئیس مجلس، پلیس برای متفرق ساختن مردم وارد میدان شد و در زد و خورد با تظاهرکنندگان، عدهٔ زیادی زخمی شدند. سردار فاخر حکمت، رئیس مجلس، سید ابوالقاسم کاشانی را مسبب این تظاهرات دانست و اضافه کرد: "اگر ایشان با نخست‌وزیری هژیر مخالفت دارند، بهتر این بود با نمایندگان مجلس صحبت می‌کردند نه اینکه متوسل به جار و جنجال شوند". هژیر در مصاحبه‌ای مطبوعاتی به مخالفان خود پاسخ گفت و هشدار داد: "کسانی که موجبات اخلال در نظم عمومی و امنیت شهرها را فراهم کنند به موجب قانون سرکوب خواهند شد."
روز چهارم نخست‌وزیری هژیر، چندین هزار روحانی و بازاری در حالی که قرآن بر سر داشتند، به رهبری سید مجتبی نواب صفوی، رهبر فدائیان اسلام، در میدان بهارستان علیه هژیر تظاهرات کردند و خواستار عزل او شدند. مأموران انتظامی به‌سوی جمعیت آتش گشودند و عده‌ای زخمی شدند.
عبدالحسین هژیر در یکم تیر ماه ۱۳۲۷ وزیران کابینه را به مجلس معرفی و برنامهٔ کار خود را عرضه کرد. در حین نطق نخست‌وزیر، میان تماشاچیان مجلس تظاهرات شدیدی علیه او برپا بود. با وجود تمام تظاهرات و مخالفت‌هایی که به رهبری سید ابوالقاسم کاشانی در خارج و داخل مجلس انجام شد، برنامه ارائه شده از سوی هژیر و وزیران کابینه‌اش، با ۸۸ رأی موافق از ۹۶ رأی دهندهٔ حاضر در مجلس به تصویب رسید.
هژیر برای جلب توجّه عامه و رد اتهاماتی که از نظر مذهبی به وی وارد می شد، در اولین جلسه هیئت وزیران تصویب‌نامه‌ای صادر کرد که به موجب آن تهیه و فروش انواع مشروبات الکلی در شهرهای مشهد، قم و شهر ری ممنوع شد. این تصویب‌نامه هم مستمسکی به دست مخالفان داد تا منظور دولت را اغفال جامعهٔ روحانیت قلمداد کنند. در مجلس نیز چند مخالف، هژیر را متهم به ظاهرسازی و خلاف‌کاری کردند. گام دیگری که هژیر برداشت، عفو همه کسانی بود که در جریان وقایع آذربایجان و مهاباد تحت پیگرد یا محکوم شده بودند (این عفو شامل کسانی که به خارج گریخته بودند، نمی‌شد).
شاه در مرداد ۱۳۲۷ برای بازدید رسمی به انگلستان رفت و قبل از حرکت، نمایندگان را در کاخ خود پذیرفت و ضمن سخنانی از آن‌ها خواست دولت را تقویت کنند و لوایحی را که به مجلس تقدیم می‌شود، تصویب کنند. در غیاب او عباس اسکندری و ناصرقلی اردلان دولت هژیر را به علت سوء سیاست‌های داخلی و خارجی (از جمله مسئلهٔ نفت و مسئله بحرین) استیضاح کردند. مذاکرات استیضاح چند جلسه به طول انجامید و هژیر پاسخ استیضاح‌کنندگان را با قاطعیت داد و پس از درخواست رأی اعتماد، رأی قاطع‌تر و اکثریت بالاتری به دست آورد: ۹۳ رأی.
هژیر رابطه ایران با عربستان سعودی را که از سال ۱۳۲۱ به علت گردن زده شدن یکی از حجاج به نام ابوطالب افخمی اردکانی (معروف به یزدی) قطع شده بود، دوباره برقرار ساخت. برای اینکه اعزام حجاج را از آن پس نظام‌مند کند، لایحه‌ای به مجلس فرستاد که از هر یک از حجاج صد تومان گرفته و هزینه خدمات به آن‌ها در مکه تأمین می‌شود.
اما سید ابوالقاسم کاشانی و سید محمد بهبهانی و میرزا عبدالله تهرانی، علمای تهران به این لایحه اعتراض کردند و با فرستادن نامه‌ها و پیغام‌هایی از طریق نمایندگان به مجلس، به پول ستاندن از حجاج اعتراض کردند و از دولت خواستند که  هزینه خدمات‌رسانی به حجاج را از بودجه خود تامین کند. با قرائت این نامه‌ها و طرح اعتراض‌ها، عبدالله معظمی نماینده گلپایگان و خوانسار، تقاضای مسکوت ماندن لایحه را کرد که تصویب‌شد.
فشار مخالفان هژیر در مجلس بر او رو به افزایش نهاد و جناح اقلیت هر بار که لوایح دولت او به رأی‌گیری می‌رسید، با خروج از جلسه، مجلس را از اکثریت می‌انداختند و کار دولت معطل می‌شد. او بار دیگر استیضاح شد و این بار، پیش از طرح استیضاح، درخواست رأی اعتماد کرد و با کسب ۶۴ رأی موافق، هشت رأی مخالف و ده رأی ممتنع، موقعیت خود را تثبیت کرد، هرچند اکثریتی که در مجلس داشت، کاهش یافته بود.
استیضاح بعدی هژیر را عبدالقدیر آزاد، نماینده سبزوار، مطرح کرد. او هژیر را به زیر پا گذاشتن قانون اساسی، ایجاد قحطی و گرانی مصنوعی و سرکوب مطبوعات متهم کرد. این نماینده در چند جلسه با ارائه مدارکی از حیف و میل اموال عمومی در راه‌آهن، بالا بردن بهای ارز و اهمال در کسب حقوق ایران از شرکت نفت انگلیس سخن گفت که هژیر نیز با عرضه دلایل خود این اتهامات را بی‌اساس خواند و در پایان، او با ۶۷ رأی موافق در برابر هشت رأی مخالف، از مجلس بار دیگر رأی اعتماد گرفت. اما چند روز پس از کسب رأی اعتماد از نخست‌وزیری کناره گرفت.

## ترور
عبدالحسین هژیر در انتخابات مجلس مؤسسان دوم در اردیبهشت ۱۳۲۸ از تهران به نمایندگی انتخاب و در ۲۸ تیر ۱۳۲۸ به سمت وزیر دربار منصوب شد. او پس از واقعه ترور نافرجام شاه در بهمن ۱۳۲۷ به عضویت مجلس مؤسسانی درآمد که اختیارات شاه را افزایش داد. در همان زمان، فدائیان اسلام که نسبت به این انتصاب اعتراض داشتند، او را به مرگ محکوم کردند.
در جریان تحصن محمد مصدق و یارانش، در اعتراض به شیوه برگزاری انتخابات مجلس شانزدهم که به تشکیل جبهه ملی انجامید، هژیر از سوی شاه مأمور مذاکره با تحصن‌کنندگان بود. دخالت دربار و نظامیان در این انتخابات به حدی بود که گمان می‌رفت مجلسی کاملاً مطیع شاه تشکیل خواهد شد. هژیر نیز به عنوان وزیر دربار، در فرایند تقلب در انتخابات نقش مهمی داشت.
بنا به نظر مورخان، هژیر می‌توانست نقش مهمی در جلوگیری از ورود نمایندگان مستقل و غیر درباری ایفا کند. تمهیدات لازم برای تقلب در انتخابات دیده شده بود و حتی ادعا شده است که سید حسین امامی، عامل ترور هژیر و یکی از فدائیان اسلام، خود نظاره‌گر تعویض آرا در مسجد سپهسالار بوده و این امر بر تصمیم او به ترور هژیر اثر گذاشته‌بود.
برابر شنیده‌ها، به دنبال انتقال صندوق‌ها به عمارت فرهنگستان (دانشکده معقول و منقول) در رده‌بندی حائزین بالاترین آرا در میان نمایندگان تهران، رفته‌رفته تغییرات محسوس به وجود آمد. کاندیداهای جبهه ملی که قبل از حرکت صندوق‌ها، جزء هشت نفر اول بودند، جای خود را به «وکلای دولتی» دادند. بنابراین جمعیت فدائیان اسلام تنها راه چاره را در ترور هژیر دید و این وظیفه به عهده سید حسین امامی عضو این جمعیت، گذاشته‌شد.
در روز ۳ محرم برابر با ۱۳ آبان ۱۳۲۸ مراسم عزاداری از سوی دربار در مسجد سپهسالار برگزار شد و محمدتقی فلسفی بر روی منبر رفت. هژیر هم در راهروی مسجد ایستاده بود و به هر مداحی که می‌آمد یک خلعت می‌داد. سید حسین امامی به محض آنکه وارد شد گردن هژیر را گرفت و یک تیر به او شلیک کرد. مردم از صدای تیر وحشت‌زده شدند. فلسفی هم ناراحت شد و خواست منبر را ترک کند ولی گفته شد که لامپ ترکید. مردم آرام شدند و دوباره به جای خود نشستند. امامی به تصور اینکه کار هژیر تمام نشده یقه او را گرفت و دو تیر دیگر به او زد و هژیر نقش بر زمین شد. سپس امامی را از در پشت مسجد بیرون بردند. هژیر روز بعد در سن ۴۷ سالگی درگذشت. دوستان امامی قصد خارج‌کردن او از صحنه را داشتند اما شخصی درشت‌اندام به نام قهرمانی که کارمند وزارت پست و تلگراف بود، امامی را گرفت و تلاش دوستان امامی برای رهانیدن او از مهلکه بی‌نتیجه ماند. بعد از دستگیری امامی وی بلافاصله به این اقدام اعتراف کرد و گفت چون زنده‌ماندن هژیر را به زیان مملکت می‌دانسته، اقدام به ترور او کرده است. دادگاه نظامی، روز ۱۴ آبان، امامی را به اعدام محکوم کرد. امامی حتی تجدیدنظر نخواست و سحرگاه روز ۱۸ آبان اعدام شد.
در ۱۹ آبان، محمد ساعد، نخست‌وزیر وقت، دستور تجدید انتخابات تهران را صادر کرد و به این ترتیب محمد مصدق، حائری‌زاده، حسین مکی، محمود نریمان و علی شایگان از نیروهای ملی و مذهبی توانستند به نمایندگی از مردم تهران وارد مجلس شوند و «فراکسیون جبهه ملی» در مجلس شانزدهم را تشکیل دهند.

## فعالیت ادبی
هژیر به زبان‌های فرانسوی، روسی و انگلیسی تسلط داشت. او در سن ۲۰ سالگی روزنامه «پیکان» را به صاحب امتیازی پدرش به مدت دو سال، هفته‌ای دو شماره انتشار می‌داد. پیکان از لحاظ مرام و مسلک طرفدار اکثریت مجلس و مخالف اقلیت و از دشمنان سرسخت سید ضیاءالدین طباطبایی بود. از مطالب روزنامهٔ پیکان به خوبی روشن است که نویسندهٔ آن دارای اندیشهٔ سیاسی بوده و به ادب و فلسفه وقوف داشته است. در سنین جوانی کتابی تحت عنوان «حافظ تشریح» انتشار داد که گلچینی از غزلیات حافظ با نظم و ترتیب موضوعی است. مقدمه این کتاب در حدود هشتاد صفحه نوشته است. آثار او عبارتند از: «پطرزبورگ تا قسطنطنیه»، تاریخ روابط دربار ایران با دو دربار مزبور از ظهور صفویه تا مرگ نادرشاه؛ «تاریخ قرون وسطی تا جنگ صد ساله» و «تاریخ ملل شرق و یونان» (ترجمه قسمتی از تاریخ آلبر ماله و ژول ایزاک).